# U-Bahn-Station Karlsplatz

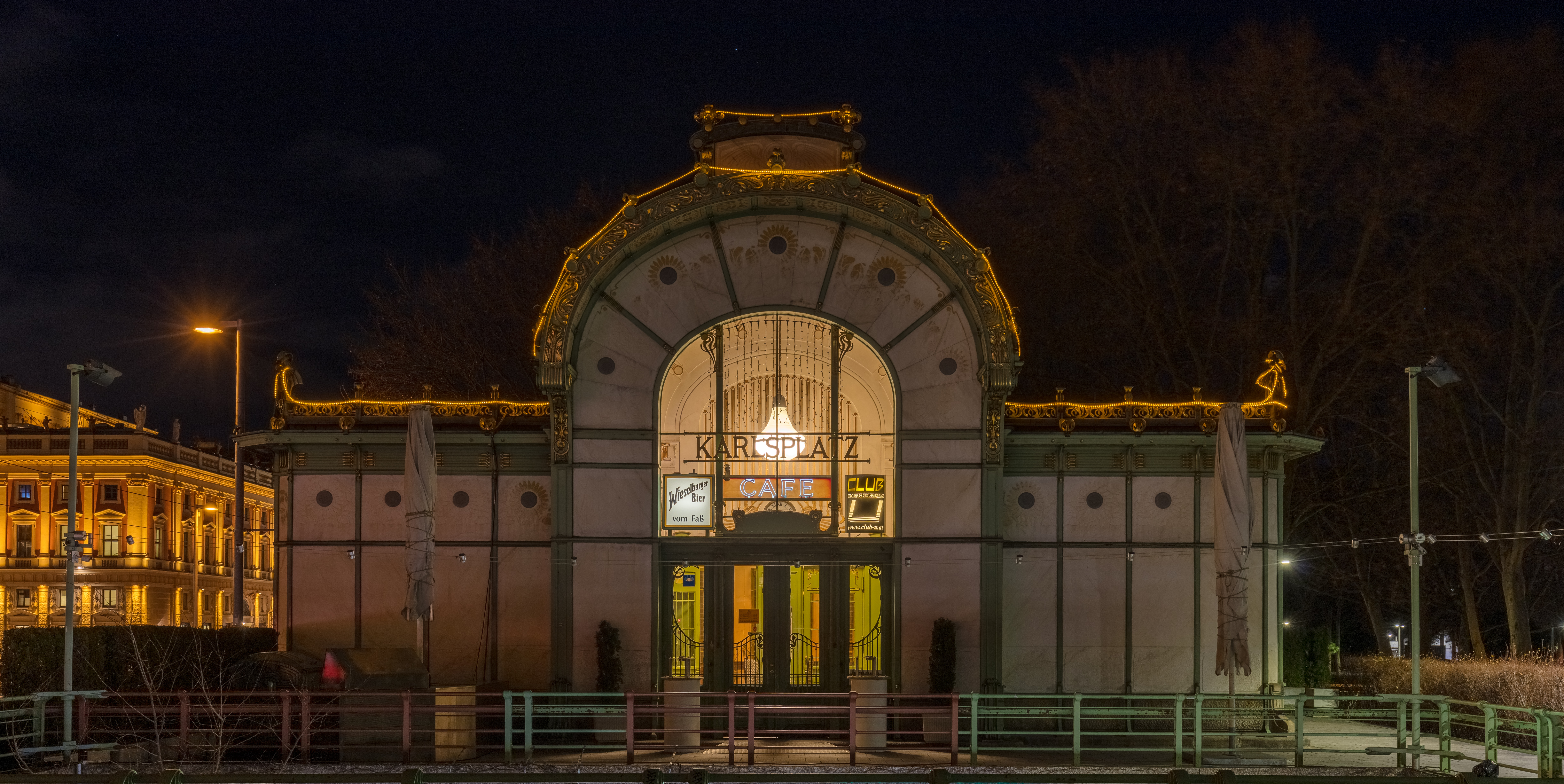
Station in der Nacht

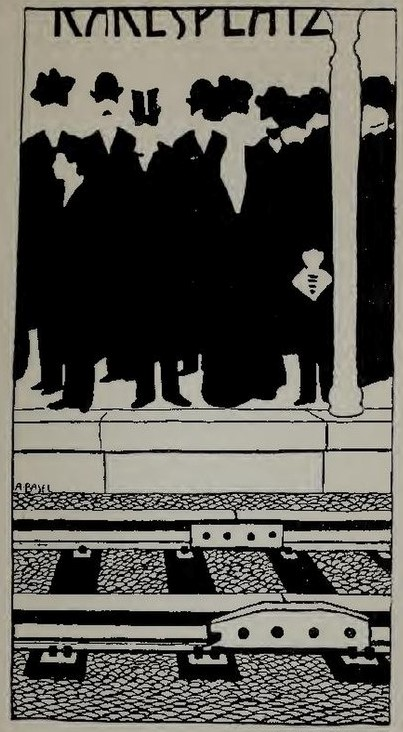
Alfred Basel Karlsplatz (1902)

Die Station Karlsplatz wurde am 30. Juni 1899 als Station „Akademiestraße“ der Wiener Dampfstadtbahn eröffnet und erhielt noch im gleichen Jahr ihre heutige Bezeichnung, als der zugehörige Platz nach Karl VI. benannt wurde. Gleichzeitig änderte sich das betriebliche Kürzel von AK in KP. Nach der Einstellung des Dampfbetriebs im Jahr 1918 verkehrte ab 1925 ersatzweise die Wiener Elektrische Stadtbahn. Mit der am 25. Februar 1978 erfolgten Inbetriebnahme des ersten, vom Reumannplatz her kommenden U-Bahn-Teilstücks der U1 wurde der Karlsplatz auch U-Bahn-Station. Die U-Bahn-Station Karlsplatz ist die einzige Wiener U-Bahn-Station, an der mindestens drei U-Bahn-Linien verkehren.

## Lage
Durch ihre Lage im Zentrum der Stadt ist die Station von zahlreichen wichtigen Punkten umgeben: Am Ausgang der im Zuge der Bauarbeiten für die U-Bahn nach Süden zum Resselpark verlängerten Opernpassage befinden sich das Hauptgebäude der Technischen Universität, der Resselpark und die Karlskirche und am nördlichen Ausgang das Operngebäude, der Eingang zur Fußgängerzone Kärntner Straße und zahlreiche hochpreisige Hotels. Durch die unterdessen weit verzweigten Passagen sind außerdem die Oper, die Secession und der Naschmarkt, das Künstlerhaus und der Musikverein gut erreichbar.

## Geschichte

### Stadtbahn

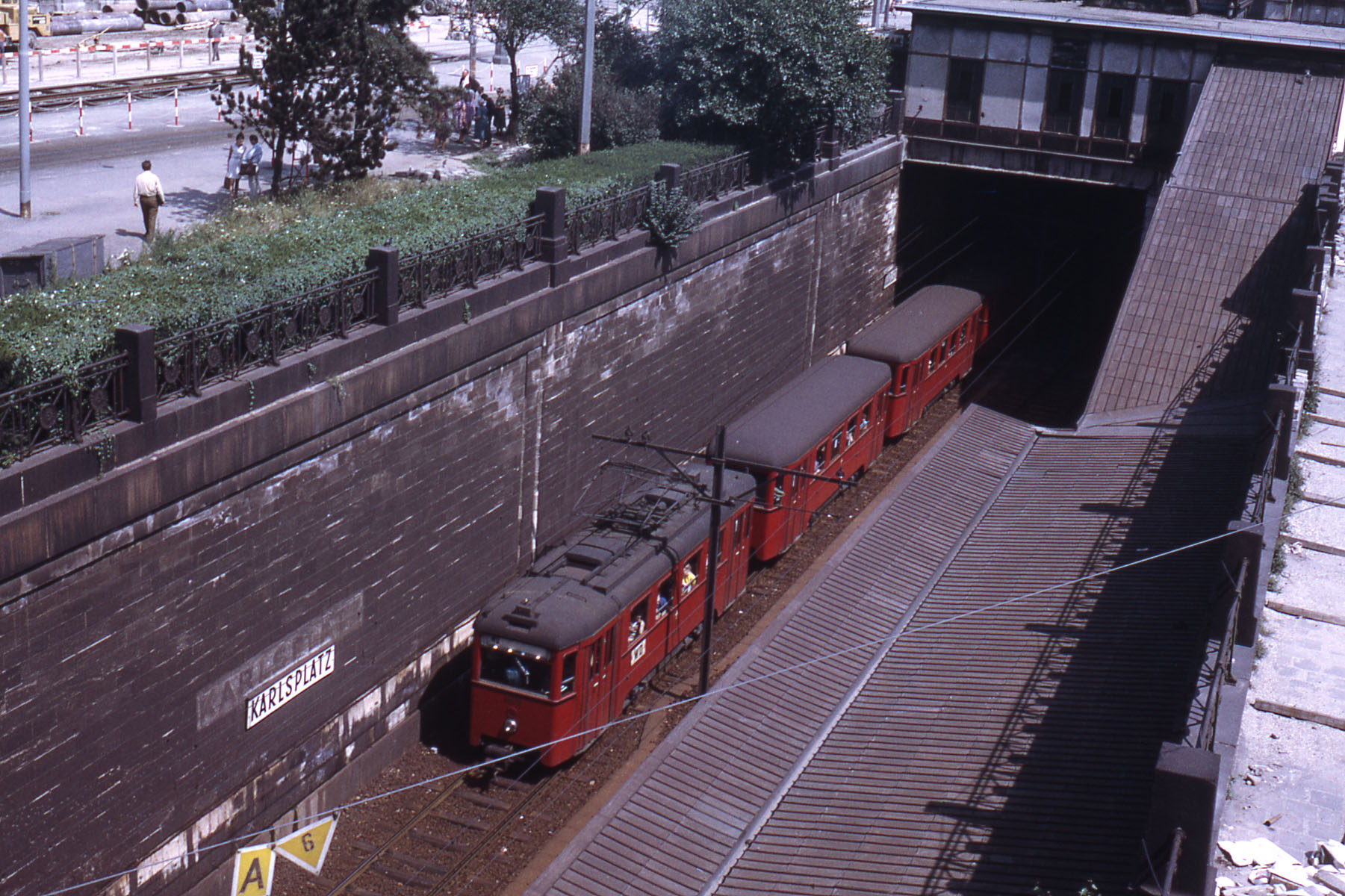
N_{1}/n_{2}-Stadtbahnzug in der noch offenen Station (1970), oben abgesichert durch das typische Stadtbahngeländer

In den frühen Stadtbahnplanungen des Jahres 1890 taucht die Station noch unter dem Namen Schwarzenbergbrücke auf. Da diese aber schon 1895 abgerissen wurde, einigte man sich – Stand des Jahres 1896 – zunächst auf den Namen Technik, bezogen auf die benachbarte Technische Hochschule. Letztlich hieß die Station bei ihrer Eröffnung dann aber Akademiestraße. Die im Auftrag der Commission für Verkehrsanlagen in Wien errichtete und im Mai 1898 baulich fertiggestellte Station stellte architektonisch einen Sonderfall im Stadtbahnnetz dar: Die oberirdischen Bauten der ursprünglich oben offenen Station bestehen aus zwei mit Ornamenten reich verzierten, einander gegenüberliegenden Pavillons. Im Gegensatz zu den anderen Stationen wurden sie vom Architekten Otto Wagner als Stahlskelettbau mit vorgehängten Marmorplatten ausgeführt und im damals sehr modernen Jugendstil dekoriert, die Blumenornamente gestaltete Joseph Maria Olbrich. Von jedem Pavillon führte ursprünglich nur ein Stiegenabgang zu je einem der beiden versetzt angelegten Seitenbahnsteige.

### U-Bahn

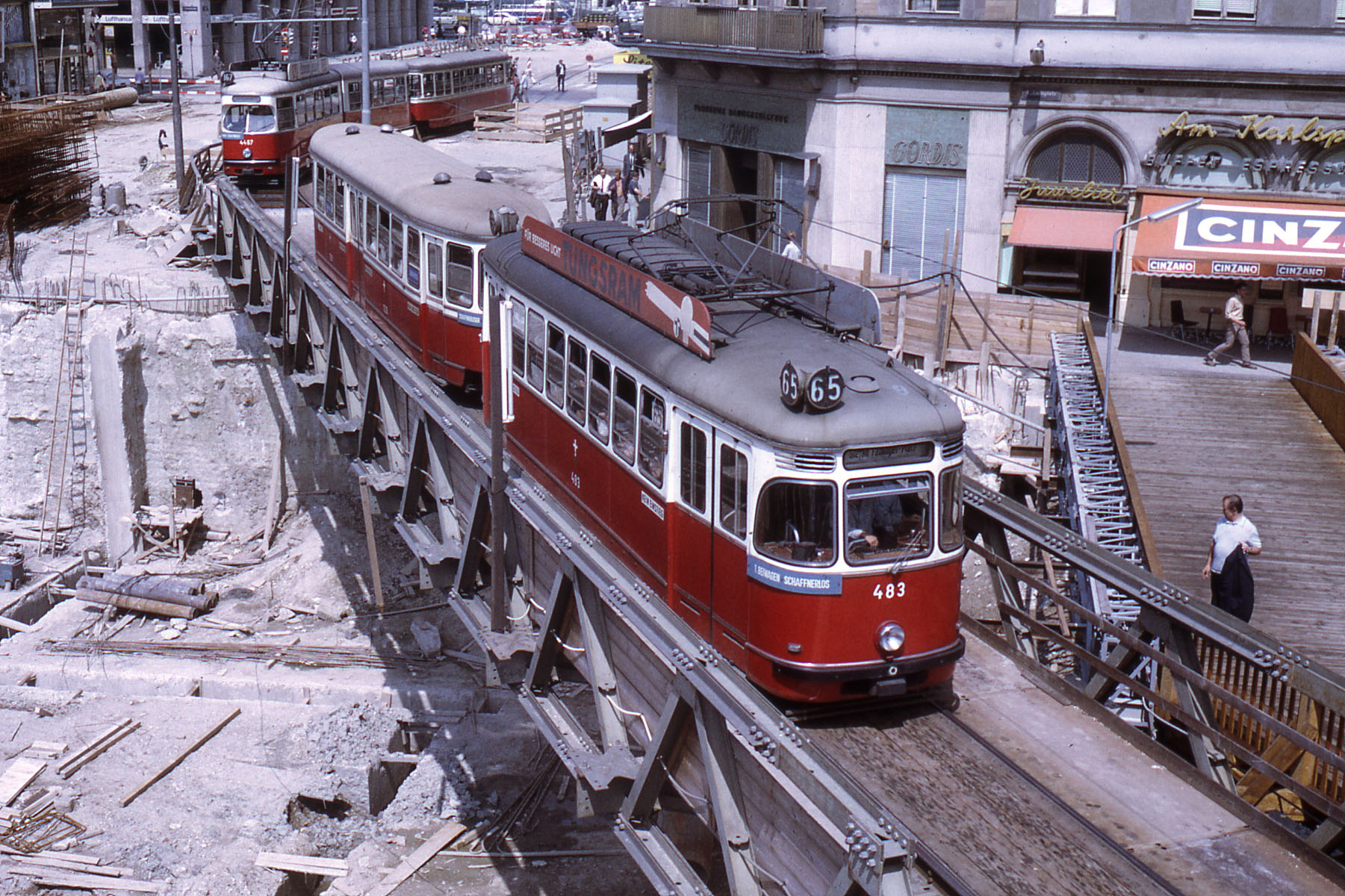
Baustelle Karlsplatz Ecke Kärntner Straße 1970

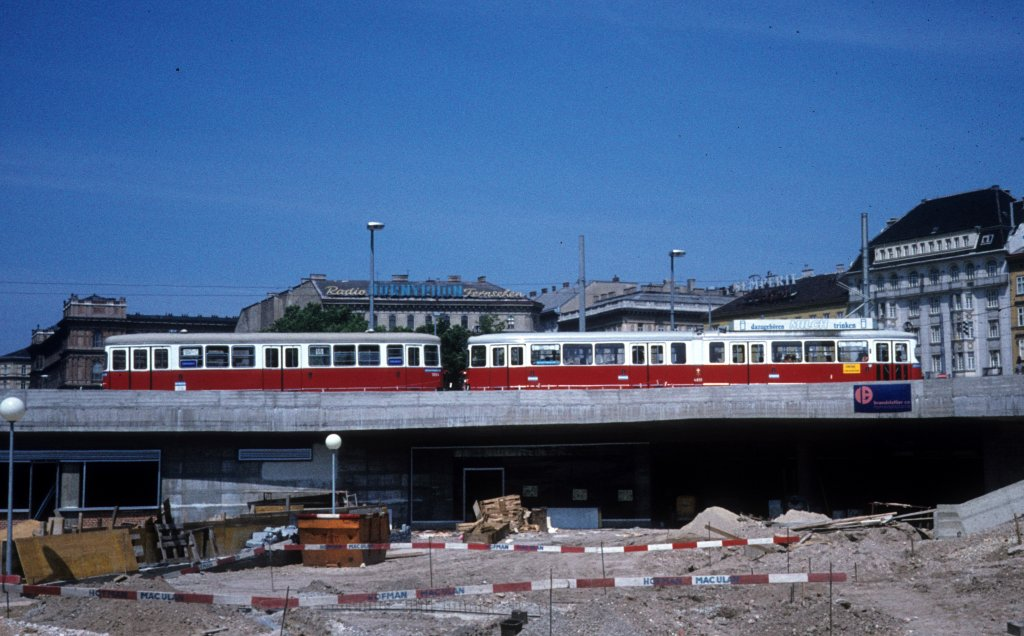
Baustelle des Ausgangs Resselpark, 1977

Die Umstellung der Unteren Wientallinie auf U-Bahn-Betrieb in den Jahren 1976 bis 1981 brachte einen Totalumbau der unterirdischen Anlagen der Station mit sich. Die Pavillons hätten im Zuge des U-Bahn-Baus ursprünglich entfernt werden sollen, wurden nach Protesten aber renoviert und zwei Meter über dem damaligen Straßenniveau wieder aufgebaut. Der westliche Pavillon beherbergt heute eine Außenstelle des Wien Museums mit einer Ausstellung über das Werk Otto Wagners und an seiner Rückseite einen Zugang zur U-Bahn-Station, ein direkter Zugang zu den Bahnsteigen ist heute nicht mehr möglich. Der östliche Zugang wird heute als Café genutzt.
Während der Planungs- und Bauperiode wurden feste Stufen und Rolltreppen noch für ausreichend als Verbindung zwischen den Stockwerken gehalten. Erst später wurden die Bedürfnisse von Rollstuhlfahrern, Behinderten und Personen mit Kinderwagen erkannt, so dass die älteren U-Bahn-Stationen mit Liftanlagen nachgerüstet wurden. 1995 wurde der Bahnsteig der U4 mit einem Lift zur ein Stockwerk höher gelegenen Opernpassage ausgestattet, 1996 folgte je ein Aufzug zu jedem der beiden Bahnsteige der U2.
Einen medienwirksamen Baubeginn am Karlsplatz gab es nicht, als offizieller Baubeginn wird der 3. November 1969 angegeben. Wesentlich publikumswirksamer war es, als am 18. August 1973 am Karlsplatz zwei U-Bahn-Waggons mittels Kranwagen auf die Gleise der U1 abgesenkt wurden (Wagen 2003 und 3003). Die mächtige Baugrube war auch Drehort für den 1973 gedrehten Film Scorpio, der Killer und der Tatort-Folge Frauenmord aus demselben Jahr. Obwohl 1978 offiziell zunächst nur die Teilstrecke Reumannplatz–Karlsplatz eröffnet wurde, fuhren die leeren U-Bahn-Züge bereits bis zur Station Stephansplatz. Grund dafür war, dass es am Karlsplatz keine Wendeanlage gab und die Station Stephansplatz wiederum für die Passagiere noch nicht freigegeben war.

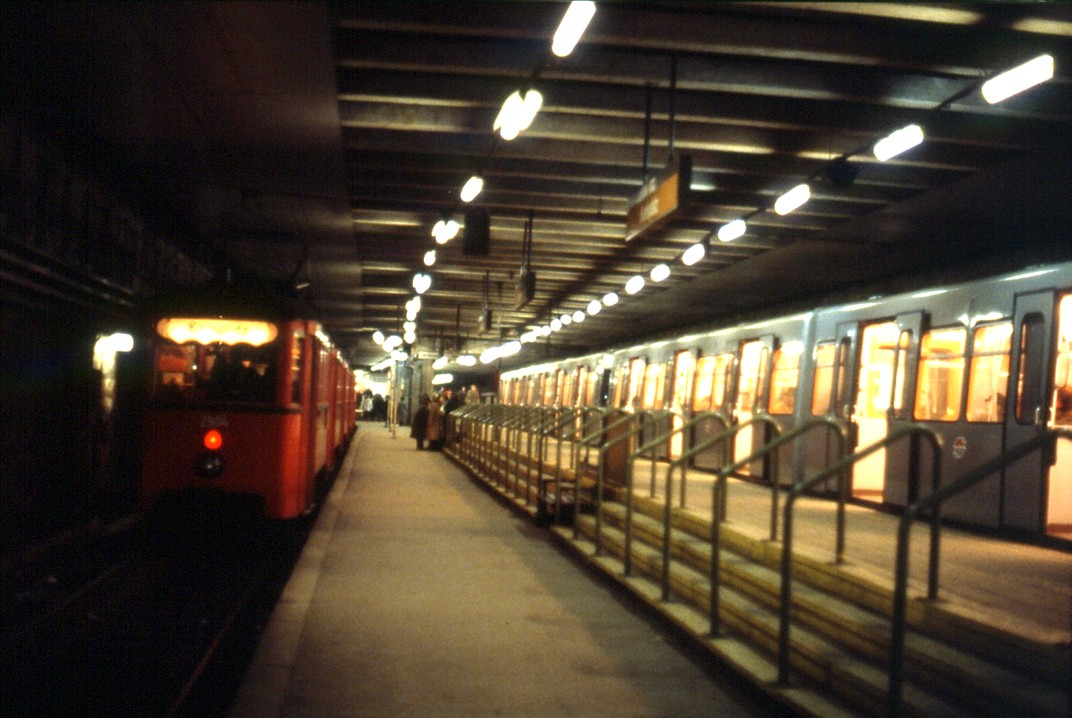
Umsteigen zwischen Stadtbahn und U4, 1978

Während der Umbauarbeiten der ehemaligen Stadtbahnstrecke trafen hier ab 15. August 1978 die aus Hütteldorf kommende Stadtbahn und die aus Richtung Heiligenstadt kommende U4 aufeinander. Passagiere, die über den Karlsplatz hinweg fahren wollten, mussten hier auf dem gemeinsamen Perron umsteigen. Dieser war entlang des U-Bahn-Gleises mittels Holzplanken auf das notwendige Einstiegsniveau erhöht. Mit der Verlängerung der U4 zur Meidlinger Hauptstraße am 26. Oktober 1980 wurde die Station Karlsplatz eine reine U-Bahn-Station.
Die U2 entstand aus der Unterpflasterstraßenbahnstrecke unter der so genannten „Lastenstraße“ (auch „Zweierlinie“ genannt), deren Straßenbahntrasse tiefer gelegt worden war. An die Station Karlsplatz wurde der Ustraba-Tunnel mittels einer 400 Meter langen Neubaustrecke angeschlossen. Außerdem wurde eine Wendeanlage in der Länge von 200 Metern Richtung Musikvereinsgebäude errichtet. Die Gesellschaft der Musikfreunde legte vorsorglich Widerspruch dagegen ein, da durch die Bauarbeiten und den späteren U-Bahn-Betrieb Lärmbelästigungen befürchtet wurden. Im Hinblick auf die im Mai 2008 erfolgte Verlängerung der U2 zum Ernst-Happel-Stadion und dem damit einhergehenden Einsatz von Langzügen wurde in den Jahren 1999 bis 2001 die Wendeanlage der U2, die sich unter dem Karlsplatz im Bereich des Musikvereins befindet, umgebaut. Zeitgleich wurde der Musikverein unterirdisch umgebaut und erweitert.
Nur kurze Zeit, vom 7. bis zum 25. September 1981, bestand die Linie U2/U4. Die Züge dieser Linie verkehrten vom Karlsplatz über die Strecke der U2, setzten bei der U-Bahn-Station Schottenring über eine als Betriebsgleis geplante Strecke auf die Gleise der U4 über und fuhren dann auf dieser Strecke zurück zum Karlsplatz und dann weiter zur U-Bahn-Station Hietzing. Da sich diese Spontanidee eines U-Bahn-Ringes um die Innere Stadt nicht bewährte und den Fahrplan durcheinanderbrachte, wurde diese Linienvariante nach kurzer Zeit wieder eingestellt.

#### Ausbauprojekt „Linienkreuz U2/U5“
Im Zuge des Ausbauprojekts Linienkreuz U2/U5 soll die U2 einen neuen Südast bekommen und den Karlsplatz nicht mehr anfahren. Stattdessen wird die Station Karlsplatz von der neuen U5 bedient werden. Da diese U-Bahn-Linie vollautomatisch verkehren wird, wurden im Rahmen einer dreijährigen Sperre der Strecke Schottentor–Karlsplatz Bahnsteigtüren nachgerüstet. Seit Ablauf der Sperre bedient zunächst nur die U2 die Station, nach ihrer Eröffnung auch die U5 und nach der Eröffnung des neuen Südastes der U2 nur mehr die U5.

## Die Station Karlsplatz
Die Station Karlsplatz ist bis heute der größte Verkehrsknoten der Wiener Linien. Der Zugang zu den Bahnsteigen erfolgt einerseits über eine Hauptpassage, die durch die Verbindung von Kärntnertor-, West- und Opernpassage entstanden ist und eine ca. 200 Meter lange unterirdische Verbindung zwischen Karlsplatz und Opernring bildet, und andererseits über die Passage Karlsplatz (Karlsplatzpassage). Mit 233.000 Fahrgästen pro Tag (Stand: 2011) zählt die U-Bahn-Station Karlsplatz zu den meistfrequentierten Wiens. Hier kreuzen sich die Linien U1, U2 und U4 der Wiener U-Bahn. Sie ist die einzige Wiener U-Bahn-Station, an der mindestens drei U-Bahn-Linien verkehren. Es gibt Umsteigegelegenheiten zur Badner Bahn, zu den Straßenbahnlinien 1 und 62, den städtischen Buslinien 4A und 59A, zur Regionalbuslinie B01 sowie zur Fernbuslinie L096. Darüber hinaus halten an der über die Opernpassage erreichbare Station Oper, Karlsplatz zusätzlich die Straßenbahnlinien D, 2 und 71 sowie die Buslinie 2A und die von Dr. Richard betriebene Regionalbuslinie 303.
Die Bahnsteige der U1 sind als Mittelbahnsteige angeordnet und liegen mit 24,63 Meter unter dem Niveau der Kärntner Straße an der tiefsten Stelle der Station. Die Gleise der Linie U1 führen in zwei getrennten Röhren zur Station Karlsplatz. Zwei Ebenen darüber liegt mit Seitenbahnsteigen die derzeitige Endstation der U2. Ein Verteilergeschoß befindet sich oberhalb der U1 und unterhalb von U2 und U4, ein weiteres verbindet die Bahnsteige der U2 und, über das untere Zwischengeschoß, auch die der U1 mit der Kärntnertorpassage. Die U1 ist außerdem direkt von der Opernpassage aus zugänglich.

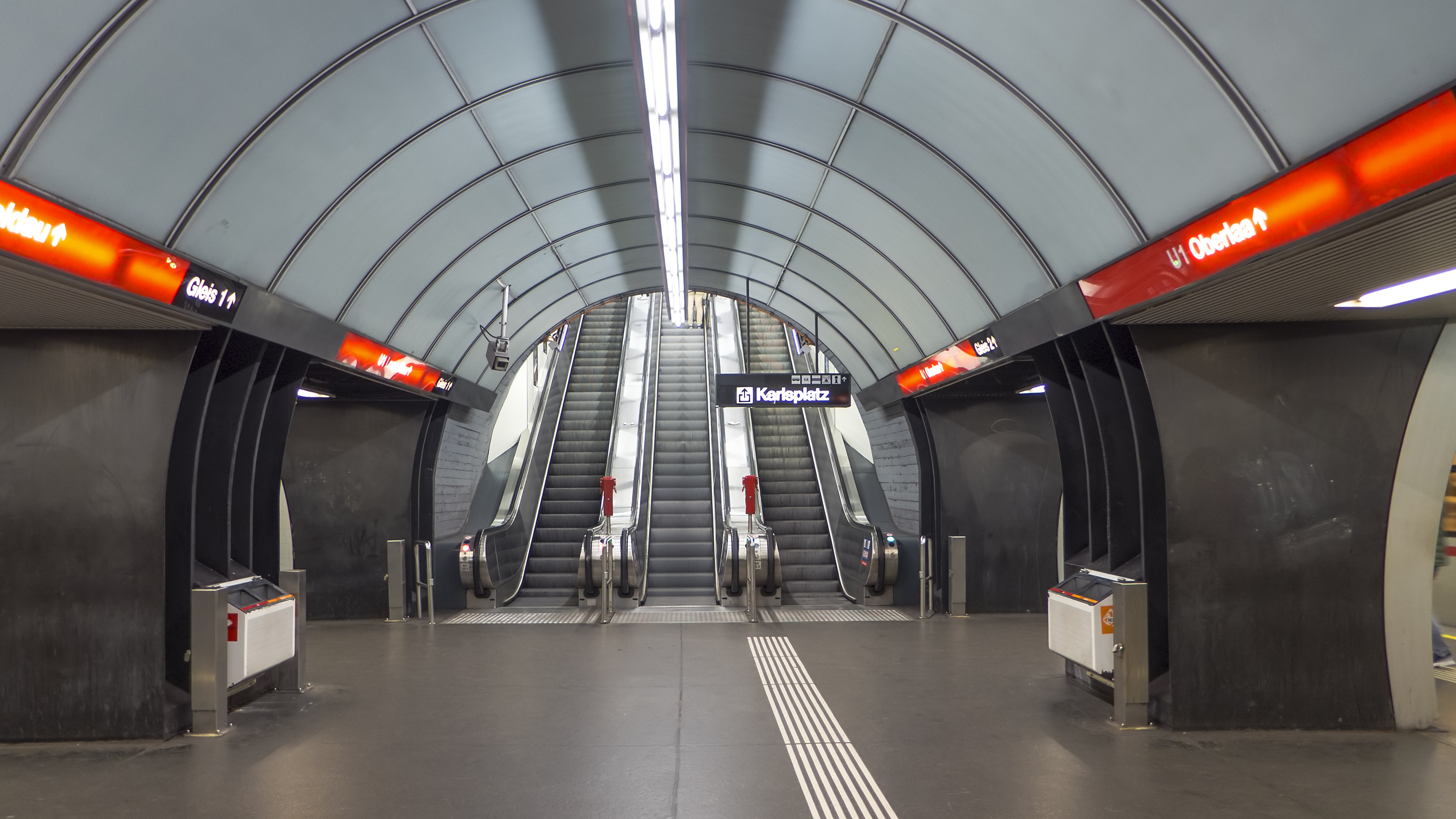
In der Station
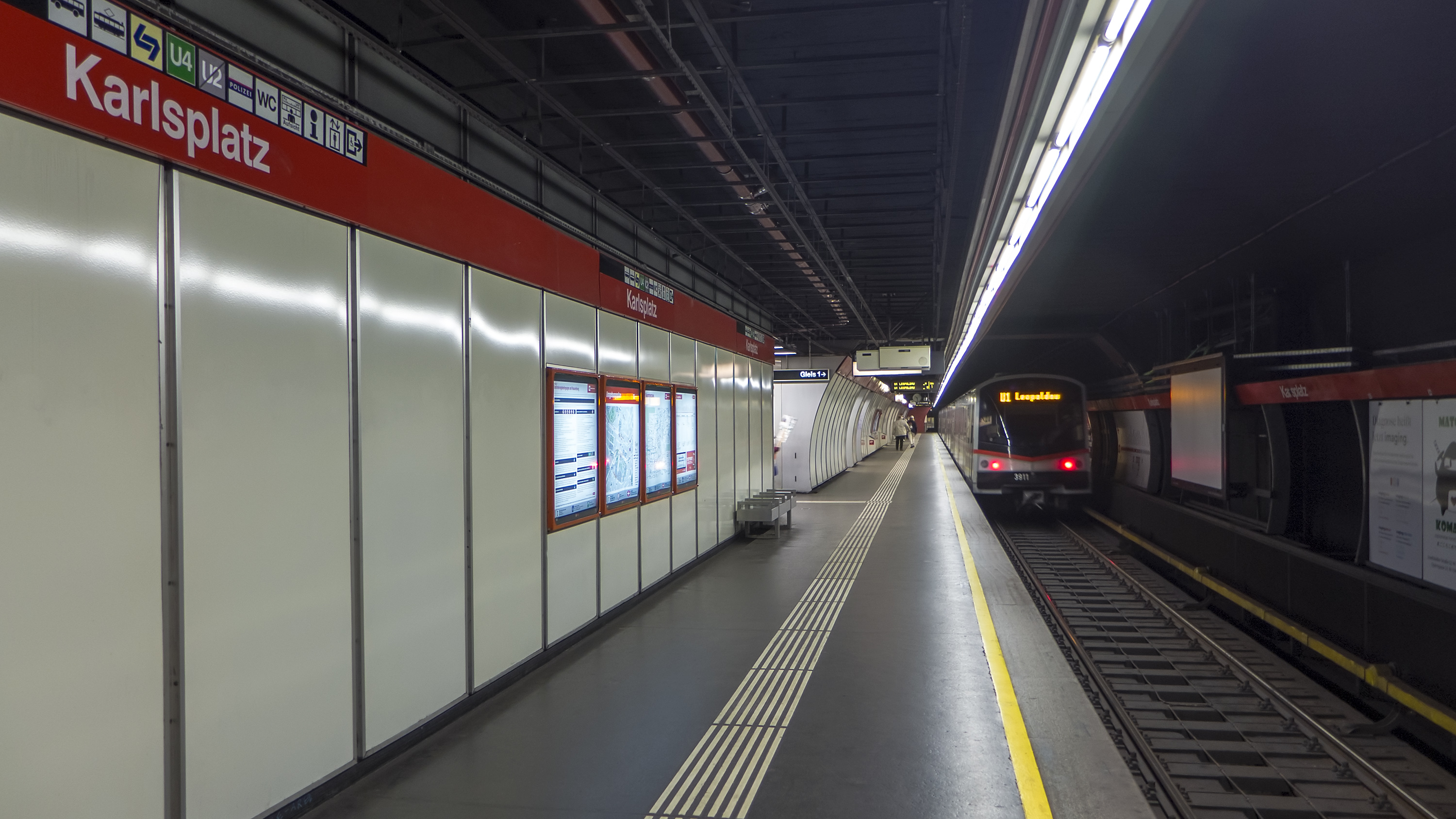
Bahnsteig der U1
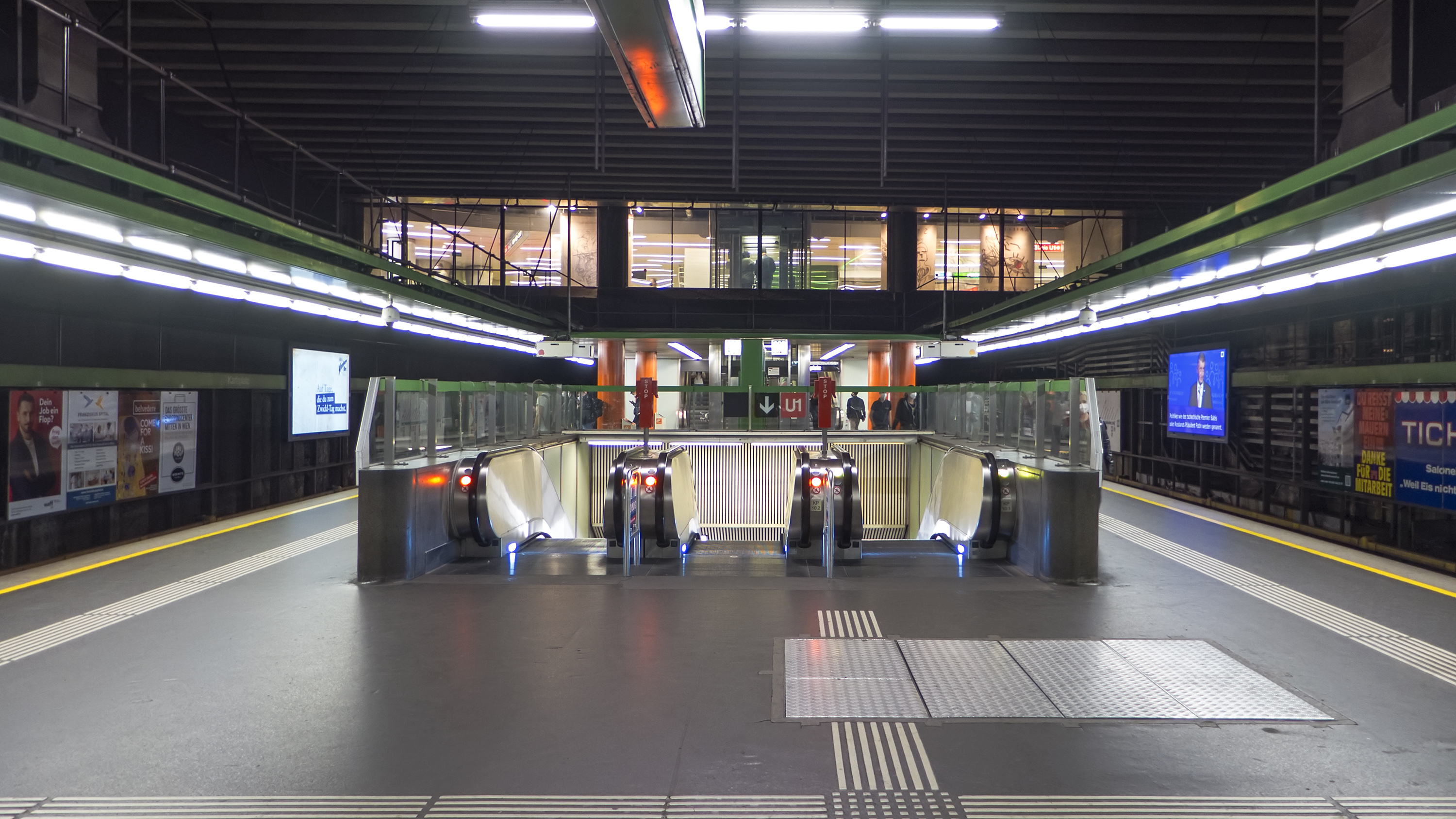
Bahnsteige der U4
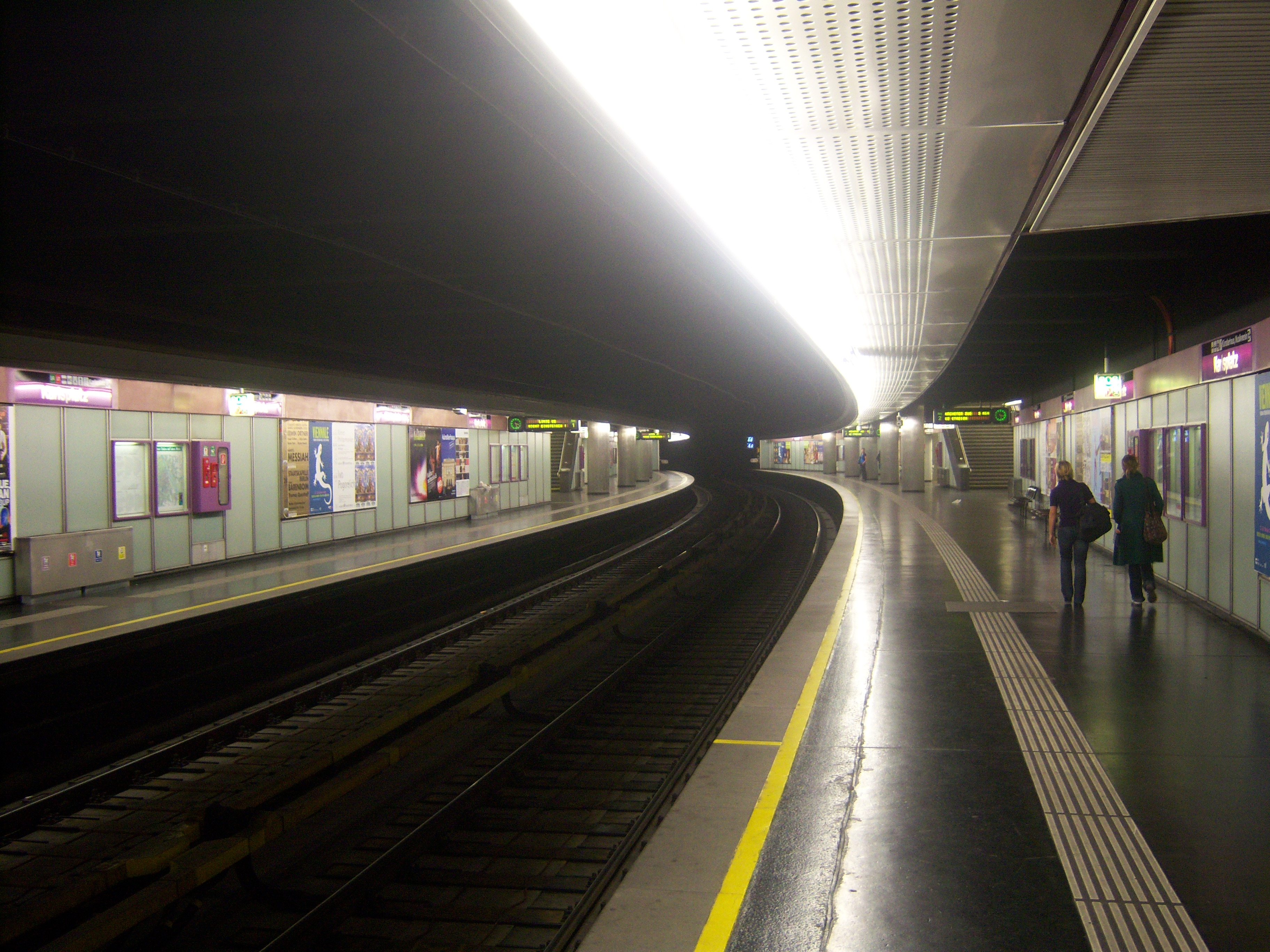
Ehemalige Bahnsteige der U2
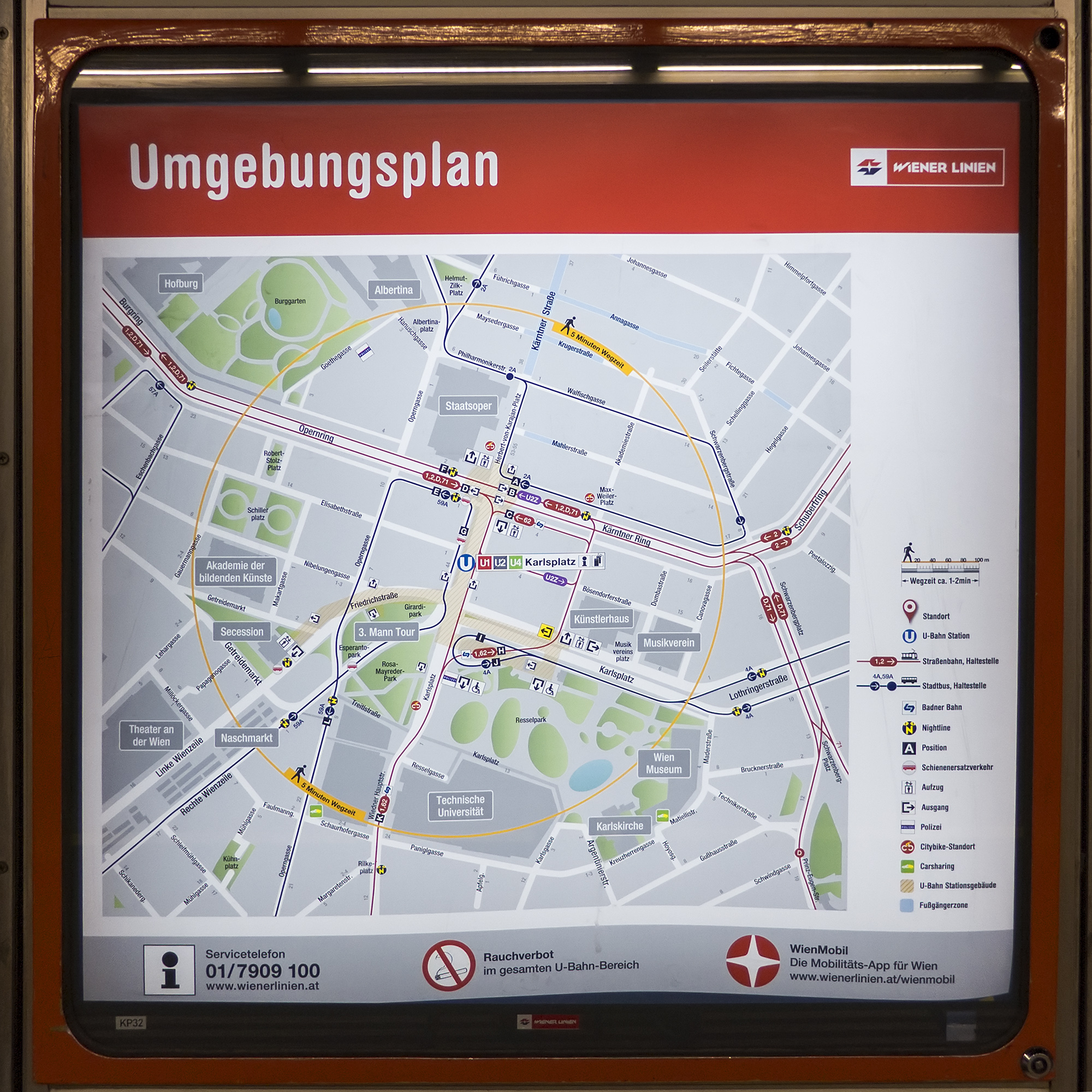
Umgebungsplan

### Leitstelle
Mit der Errichtung der U-Bahn-Station Karlsplatz wurde auch die für die Überwachung des U-Bahn-Betriebs notwendige Leitstelle errichtet. Der stetige Ausbau des Streckennetzes und neu hinzugekommene Überwachungsaufgaben brachten die Leitstelle Karlsplatz an die Grenze ihrer Leistungsfähigkeit. Ab 2006 wurde diese etappenweise in einen Neubau auf dem U-Bahn-Betriebsbahnhof in Erdberg verlegt.

## Ausgestaltung
An der Oberfläche wird der Bereich der Station von den beiden Stadtbahn-Pavillons optisch bereichert. Im unterirdischen Geflecht von Passagen rund um den Karlsplatz befinden sich vier Werke der U-Bahn-Kunst:
In der Karlsplatzpassage befindet sich seit 2003 der 16 Meter lange Fries „Unisono di colori“ des Künstlerpaares Ernst Friedrich und Eleonor Friedrich. Er besteht aus einem rhythmischen Wechselspiel verschieden gestalteter hochrechteckiger Felder, die sich sowohl im Material als auch in der Gestaltung der Oberfläche sowie in der Farbigkeit voneinander absetzen.
In der Westpassage – das ist der Gang von der Kärntnertorpassage zum Ausgang Secession – wurde 2005/2006 die „Medieninstallation Pi“ des kanadischen Künstlers Ken Lum errichtet. Auf einer Länge von 130 Metern werden neben der Kreiszahl Pi auf spiegelnden Vitrinen 16 unterschiedliche statistische Daten – hier factoids genannt – durch Leuchtdioden in Echtzeit angezeigt. So sollen soziale und ökonomische Fakten erfahrbar werden, wobei der Betrachter durch die verspiegelte Wand in die Anzeige einbezogen wird. Produziert wurde die Installation vom Wissenschaftszentrum Wien in Kooperation mit den Wiener Linien.
Seit Anfang 2012 sind die Wände des Verteilergeschoßes der U1 und U2 mit einer grafischen Installation „Ohne Titel“ des Multimediakünstlers Peter Kogler verkleidet. Ein tapetenartiges Netzwerk aus computergenerierten Röhrenformen an den Wänden scheint die Grenzen der Architektur aufzulösen und mit ihren dynamisch verspannten Strukturen auf die Transferfunktion des Raumes für die Passanten anzuspielen. Nicht zufällig erinnern die geometrischen Röhrenformen auch an abstrahierte organische Kapillarsysteme oder an die mikroskopische Struktur kristalliner Materie – aber auch an ein U-Bahn-System.
An den Wänden der Kärntnertorpassage befindet sich seit September 2013 die Installation „Ohne Titel“ des Tiroler Künstlers Ernst Caramelle. Die 70 × 3 Meter große Wandmalerei ist auf acht Felder verteilt, die jeweils mit einfachen räumlichen Konstellationen besetzt sind. Felder mit frontalen und solche mit perspektivisch verzerrten Ansichten wechseln einander ab. Das Gefühl von Erweiterung und Rhythmisierung wird noch dadurch gesteigert, dass sich die Wandmalerei schwach in der gegenüberliegenden, gleich großen Milchglaswand spiegelt, während zusätzlich eingesetzte Spiegel beim Vorübergehen einzelne Details momentan aufblitzen lassen.

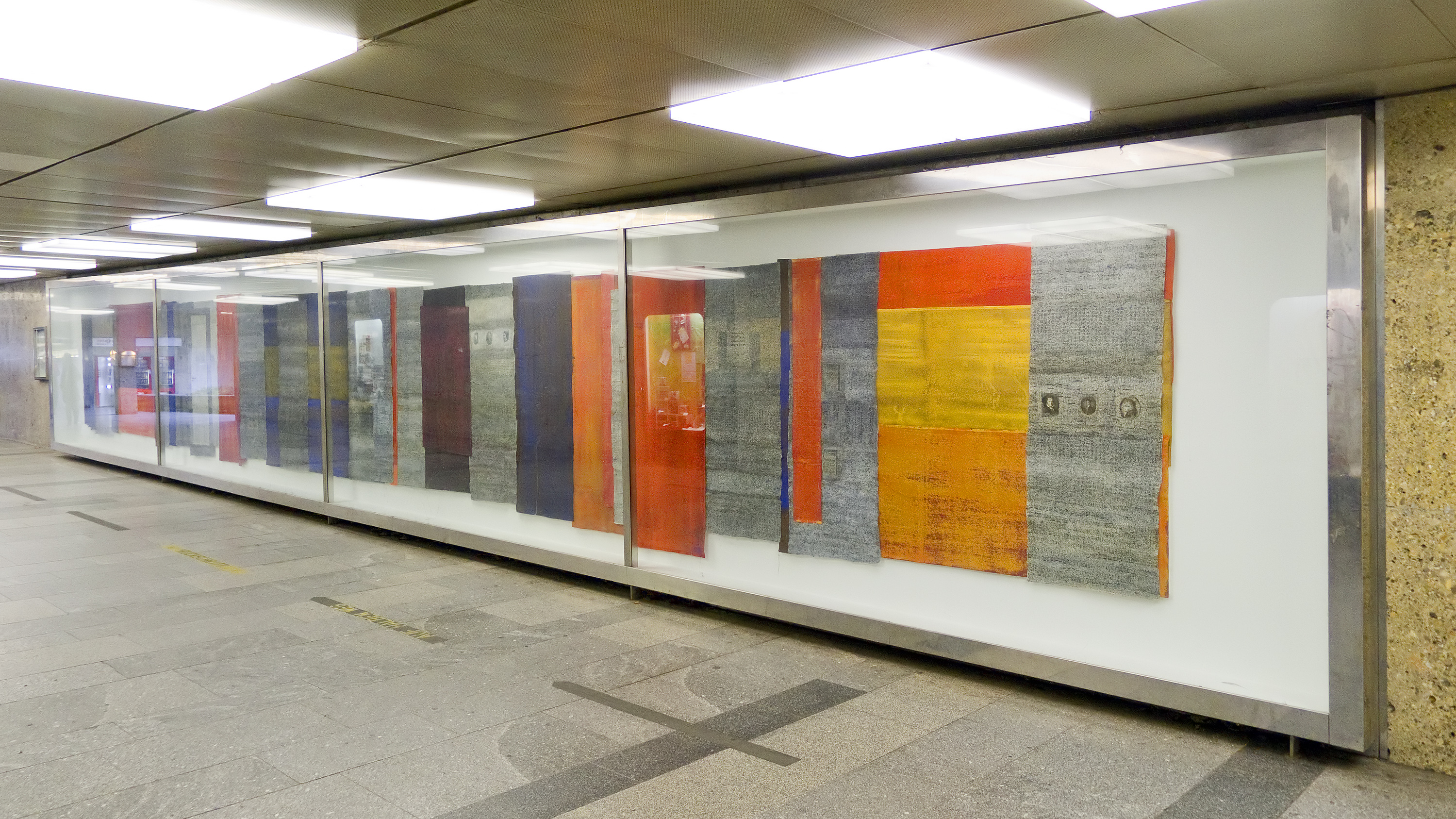
Wandbild Unisono di colori
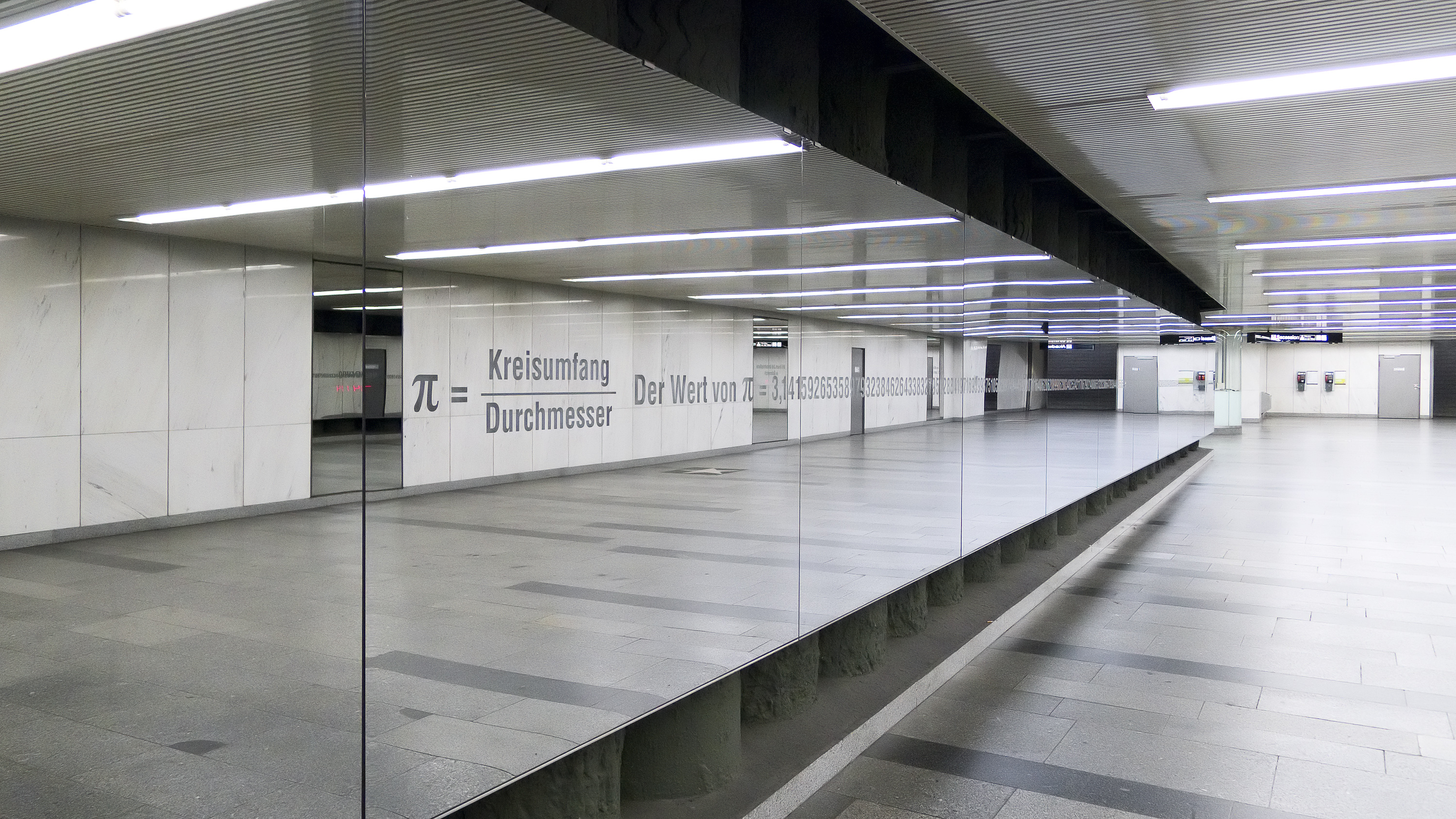
Installation „Pi“, Pi
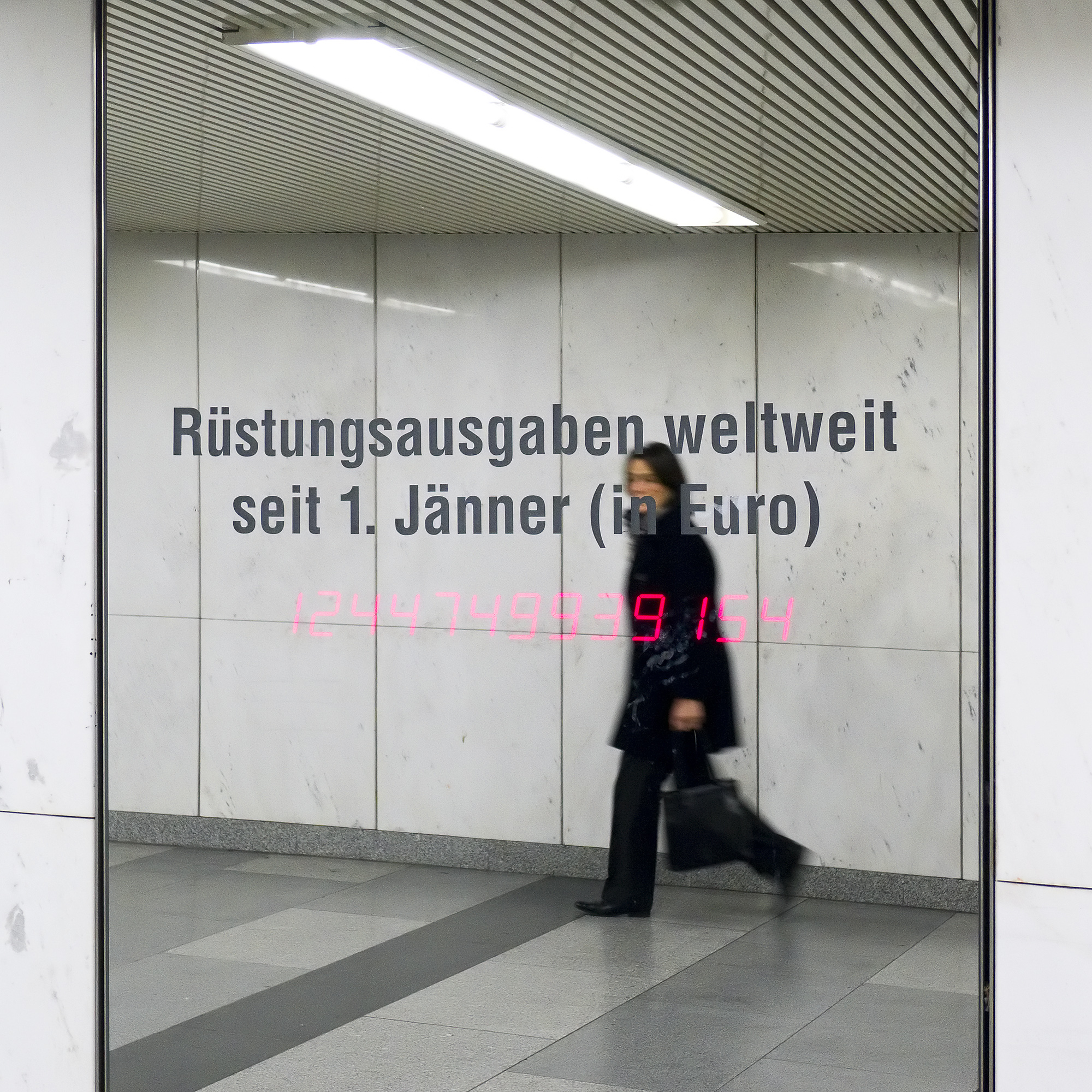
Installation „Pi“, Rüstungsausgaben
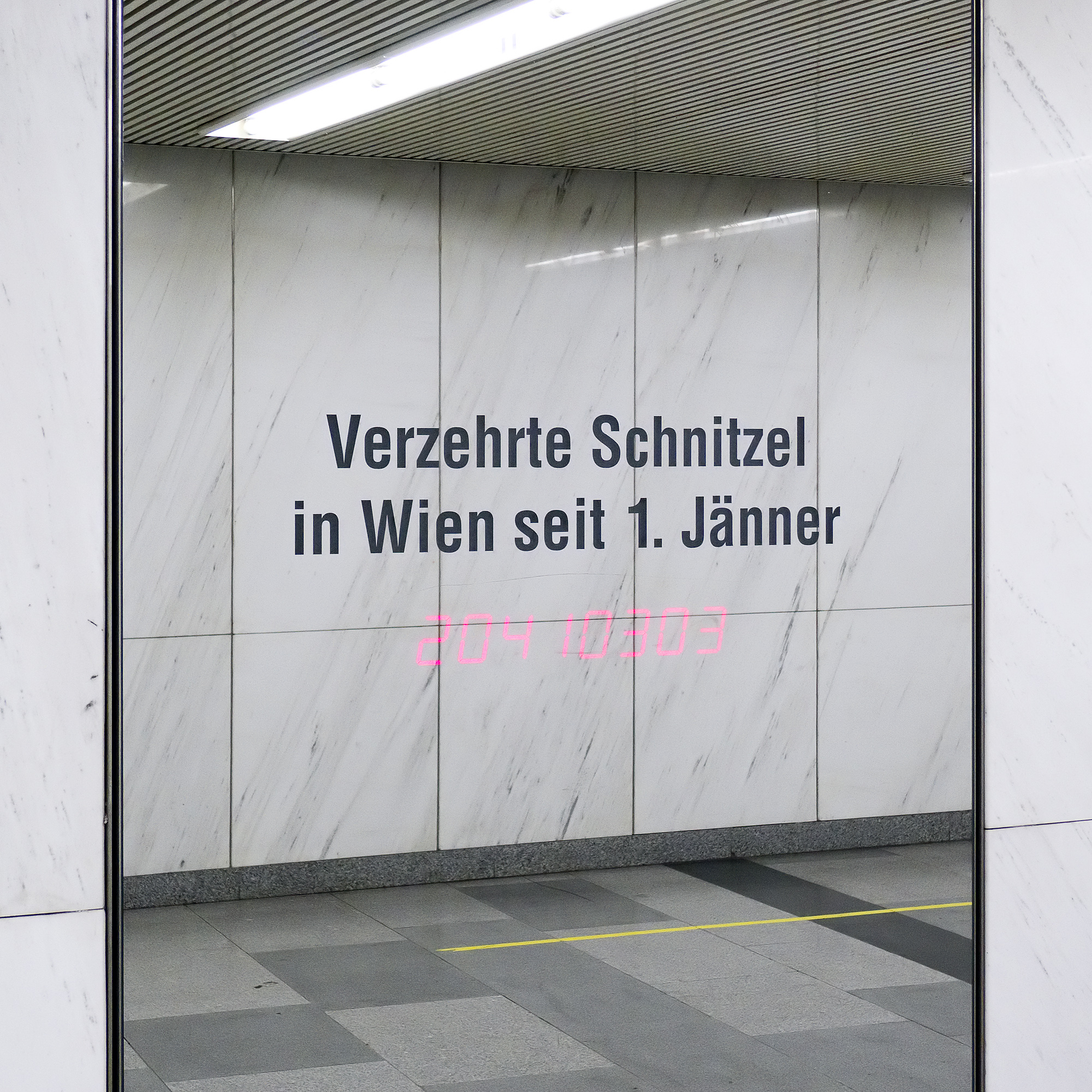
Installation „Pi“, Verzehrte Schnitzel
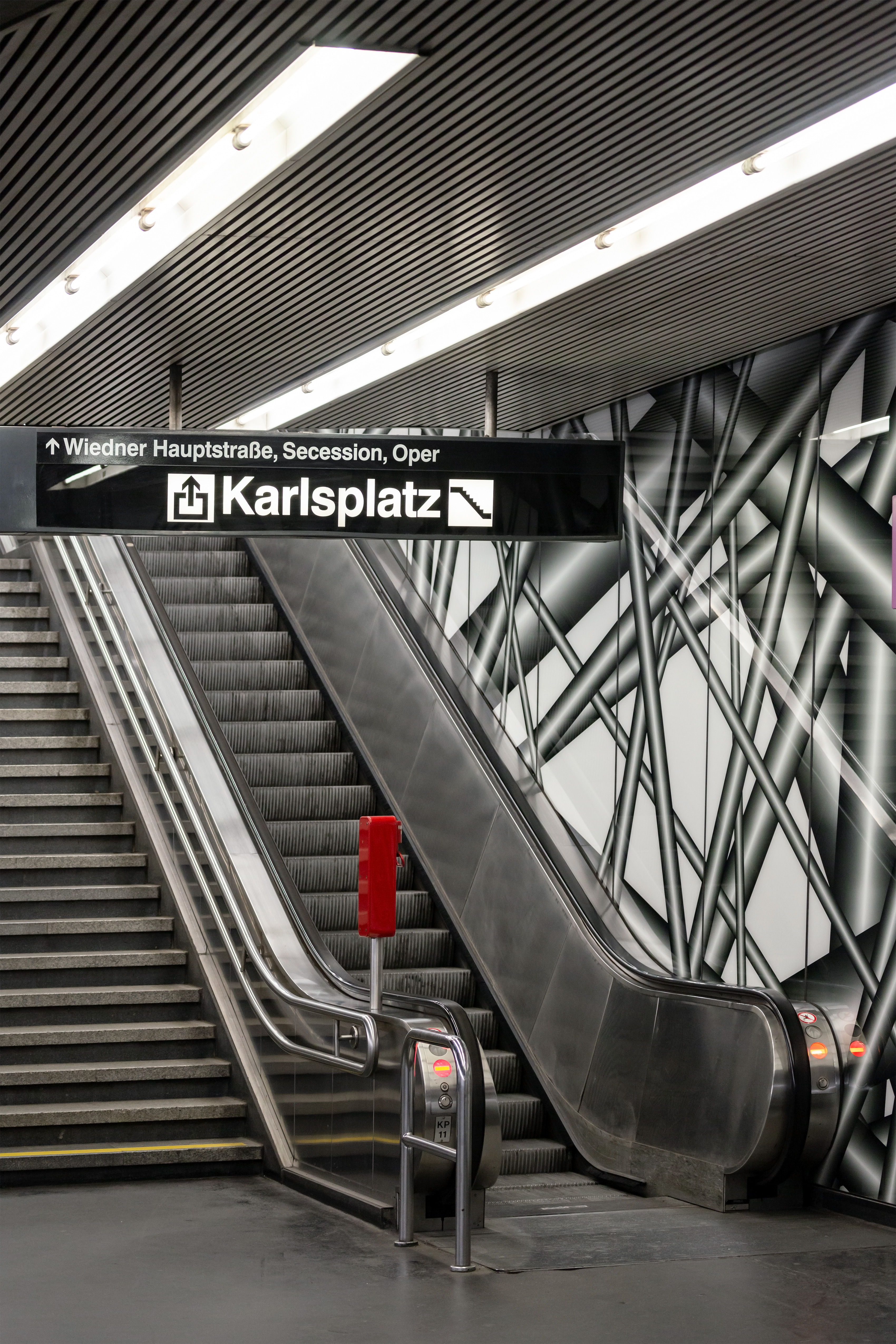
Aufgang samt Grafik Ohne Titel
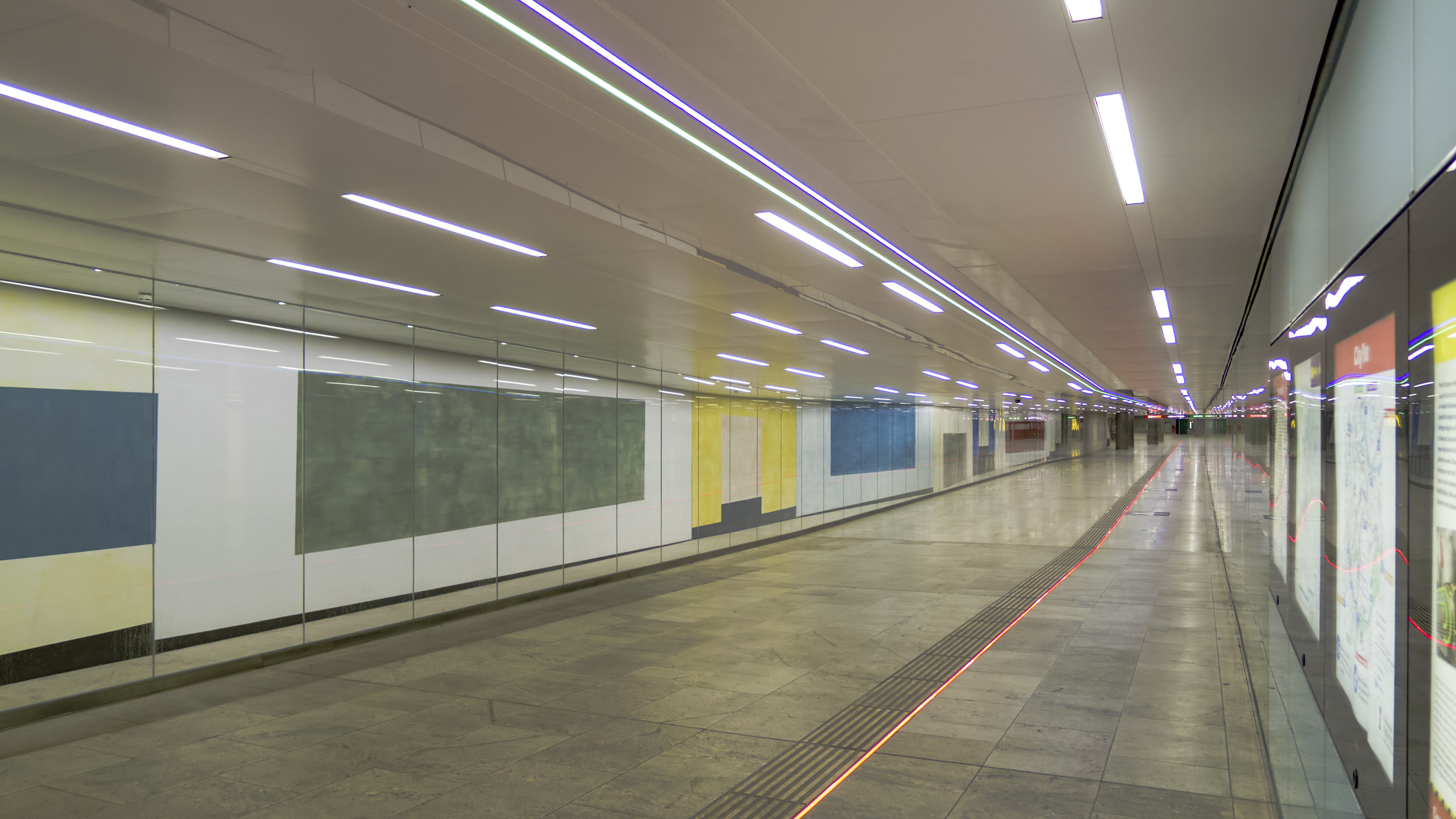
Installation Kärntnertorpassage